# 경기장

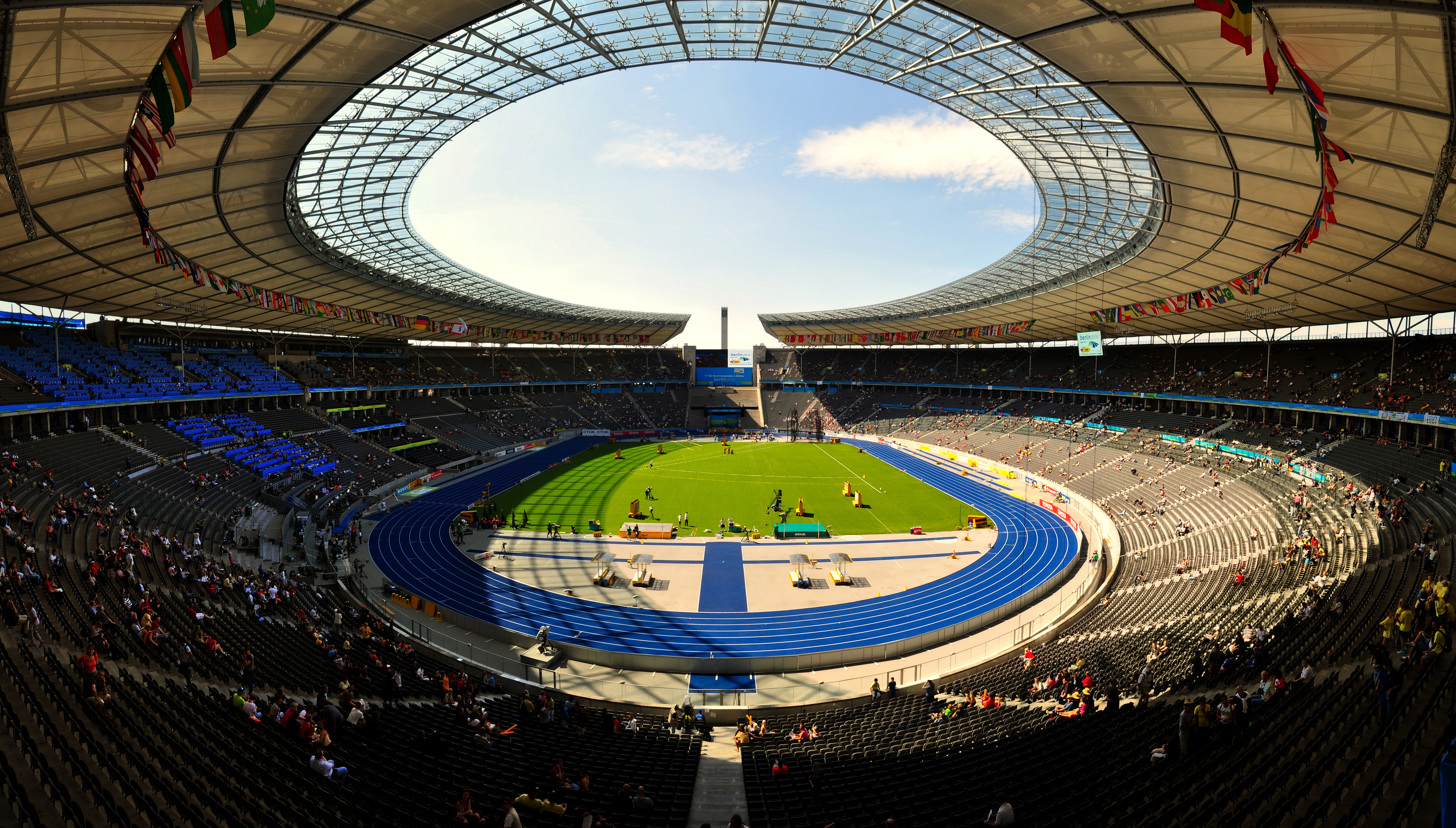
2009년 세계 육상 선수권 대회가 열린 베를린의 올림픽 경기장

경기장(競技場, Sports venue)은 각종 스포츠 행사를 치르기 위하여 건축된 시설물을 지칭한다. 대개 선수들이 사용하는 공간과 관중이 사용하는 공간이 다르며, 이 둘은 안전 및 경호 문제 등을 이유로 분리되어 있는 것이 보통이다. 축구장이나 야구장 등 대형 경기장 중 실내에서 경기를 치를 수 있도록 건축된 시설물을 돔으로 따로 지칭하기도 한다.
최근에 신축되고 있는 경기장의 경우 선수들이 최상의 경기를 진행할 수 있도록 부대 시설을 만드는 것은 물론, 관중들이 좀 더 편안하게 관람할 수 있도록 레스토랑, 스카이박스, 푸드 코트, 판매샵 등의 여러 가지 편의 시설을 경기장 내부에 같이 짓는다.
그러나 이러한 경기장을 만드는 데에는 천문학적인 예산이 드므로, 대한민국의 경우 기존의 낙후된 야구장 등의 경기장들을 쉽게 개축하거나 증축하지 못하는 것이 현실이며(무등 경기장 등), 보통 월드컵이나 올림픽 등 대형 국제 경기대회가 열릴 때 새롭게 신축하거나 보수하는 것이 현실이다. 대한민국과 일본에 최근 준공된 축구 경기장 등은 2002년 FIFA 월드컵을 준비하면서 준공된 것들이다.
한편 한국에서 종합운동장 축구와 육상 등의 야외 스포츠를 할 수 있는 주경기장, 농구와 배구 등의 실내스포츠를 할 수 있는 실내체육관, 야구장, 수영장 등 여러 종목의 체육 시설 및 관련 스포츠 부대 시설이 함께 들어서 있는 스포츠 경기장 종합 단지를 지칭하는 용어이며 축구와 육상을 기본으로 하여 경기장 내부 시설 변형을 통해 야구, 농구, 복싱, 모터스포츠까지 모두 할 수 있는 경기장은 다목적 경기장으로 지칭된다. 북한의 경우 평양직할시 소재 김일성경기장과 같은 체육 시설이 존재하고 있다. 현재 세계에서 제일 큰 경기장은 북한 평양에 위치한 릉라도5월1일경기장이다.

## 같이 보기
- 종합운동장
- 다목적 경기장
- 스타디움
- 아레나
- 피치
- 축구 전용 경기장

## 종류
- 축구장
- 야구장
- 실내체육관

## 사진

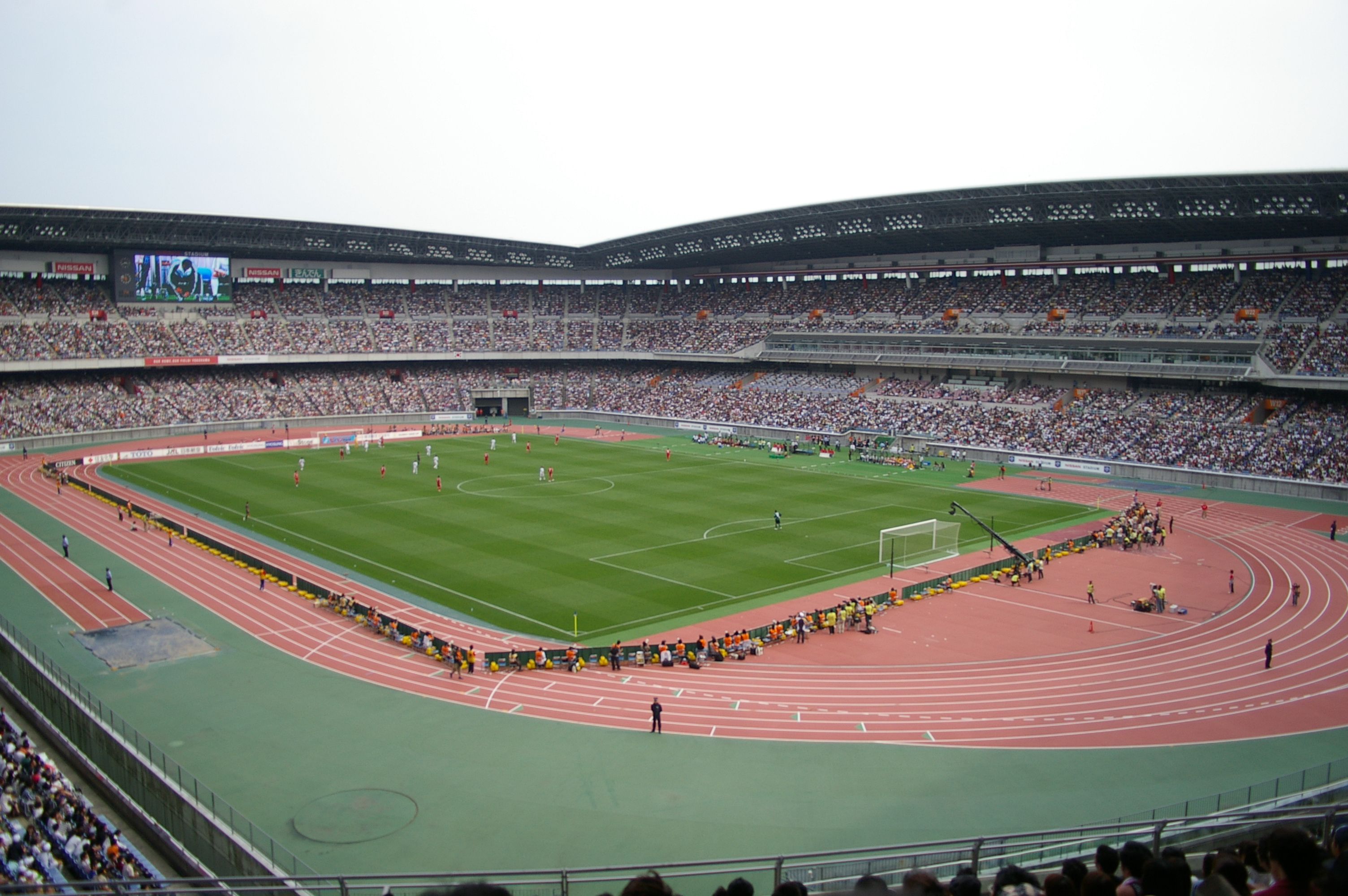
종합운동장인 일본 요코하마 국제종합경기장
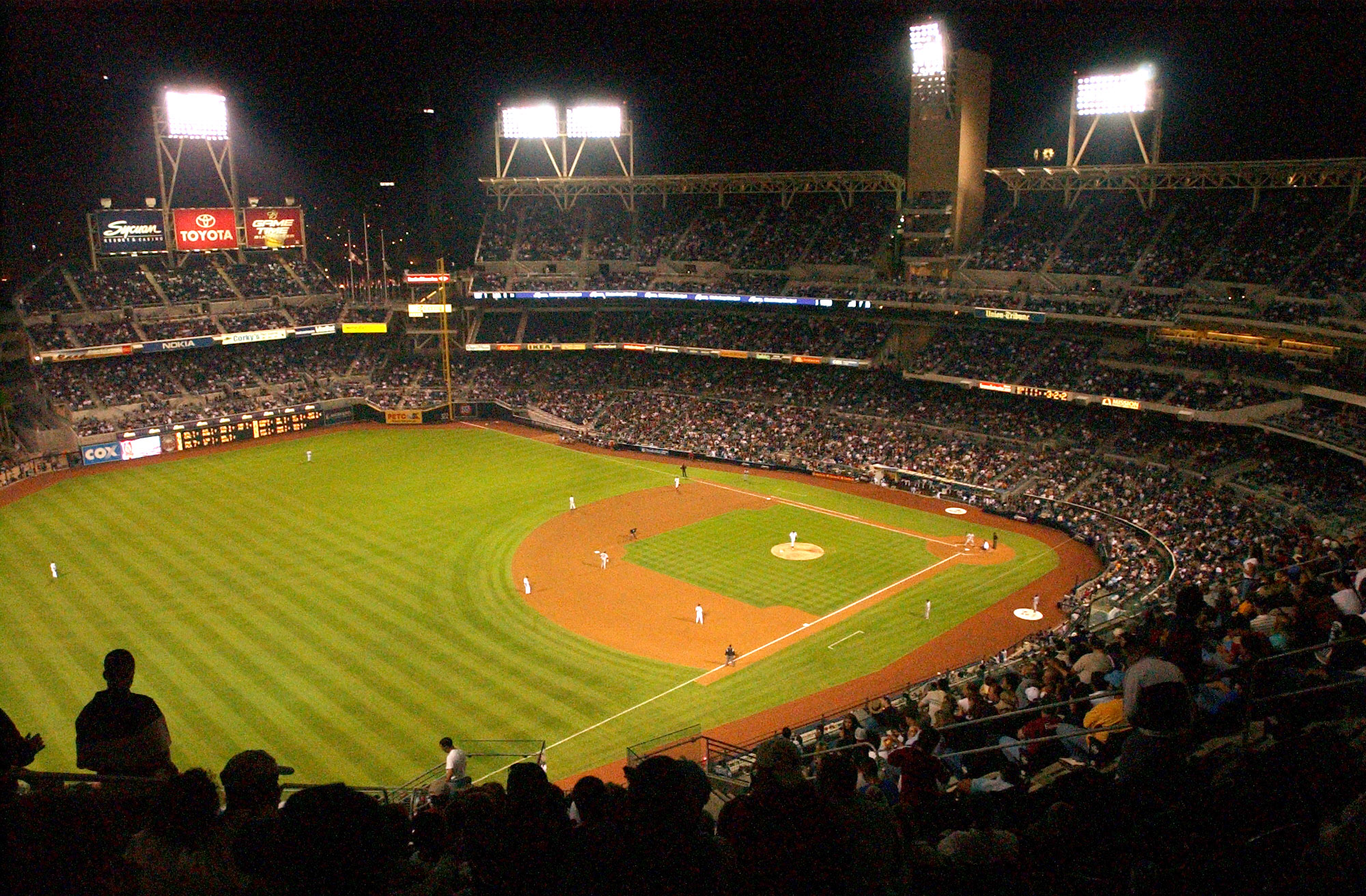
야구장인 미국 샌디에이고 파드리스의 홈구장